# فيليفريس
فيليفريس (بالفرنسية: Fillièvres)‏ هي بلدية تقع في إقليم باد كاليه من منطقة نور با دو كاليه في شمال فرنسا. تبلغ مساحة هذه المدينة 20.43 (كم²)، وترتفع عن سطح البحر 48 م، يبلغ عدد سكانها 499 نسمة حسب إحصاء المعهد الوطني للإحصاء والدراسات الاقتصادية سنة 2009 م. وترأس Claude Merchez البلدية خلال فترة (2001-2008).